# Cortinarius violaceofuscus
Cortinarius violaceofuscus är en svampart som först beskrevs av Cooke & Massee, och fick sitt nu gällande namn av George Edward Massee 1904. Cortinarius violaceofuscus ingår i släktet Cortinarius och familjen spindlingar.   Inga underarter finns listade i Catalogue of Life.